# Michael Potter (immunologiste)
Michael Potter (27 février 1924 - 18 juin 2013) est un médecin et immunologiste américain. Il remporte le prix Paul-Ehrlich-et-Ludwig-Darmstaedter pour ses contributions à la recherche médicale en 1983, et le prix Albert-Lasker pour la recherche médicale fondamentale en 1984, pour « sa recherche fondamentale sur la génétique des molécules d'immunoglobuline et pour avoir ouvert la voie au développement de hybridomes et anticorps monoclonaux ».

## Biographie
Potter est né le 27 février 1924 à East Orange (New Jersey), de Thomas Potter, un avocat, et de Mavis Potter. Il n'est entré à l'école qu'en 4e année.
Potter fréquente l'université de Princeton pour ses études de premier cycle et obtient son diplôme en 1945. Il obtient son diplôme de médecine à l'université de Virginie en 1949. Il poursuit ses recherches à l'UVA et est enrôlé dans la guerre en tant qu'officier de l'armée en 1951.
En 1954, il rejoint l'Institut national du cancer, où il devient un expert des cancers plasmocytaires, et participe à la caractérisation précoce de la structure et de la fonction des anticorps. Il travaille au NCI pendant près de soixante ans, en tant que chef de section au Laboratoire de biologie cellulaire, en tant que chef de branche au Laboratoire de génétique de 1982 à 2003 et en tant que chercheur principal de 2003 jusqu'à sa retraite. Potter est élu à l'Académie nationale des sciences en 1981.
Potter rencontre sa femme Jeanne Ann Phalen, étudiante en soins infirmiers à l'université de Virginie. Ils ont deux enfants; Michel et Mélissa.